# Chlamydophora tridentata
Chlamydophora es un género monotípico perteneciente a la familia de las asteráceas. Su única especie: Chlamydophora tridentata, es originaria del Norte de África, donde se distribuye por Túnez, Libia y Egipto.

## Descripción
Esta especie es una hierba anual. Tiene las hojas dispuestas alternativamente, carnosas, aunque algunas de las hojas basales puede ser opuestas. La inflorescencia es una solitaria cabeza de flor con los floretes  amarillos y el disco rojizo. El fruto es una cipsela acanalada de alrededor de un milímetro de largo, con un gran vilano.

## Taxonomía
Chlamydophora tridentata fue descrita por (Delile) Ehrenb. ex Less. y publicado en Syn. Gen. Compos.: 266 (1832)
Sinonimia
- Balsamita tridentata Delile
- Cotula tridentata (Delile) B.D.Jacks.
- Matricaria tridentata (Delile) Ball
- Matricaria tridentata (Delile) Hoffm.[5]